# لوچیل، استرالیای جنوبی
لوچیل (به انگلیسی: Lochiel) یک شهرک در استرالیا است که در استرالیای جنوبی واقع شده‌است.